# Polychilos
Sous-genre
Polychilos est un sous-genre du genre Phalaenopsis, dans la famille des Orchidaceae.

## Espèces botaniques
- Section Amboinenses
  - Phalaenopsis amboinensis
  - Phalaenopsis bastianii
  - Phalaenopsis bellina
  - Phalaenopsis doweryënsis
  - Phalaenopsis fasciata
  - Phalaenopsis fimbriata
  - Phalaenopsis floresensis
  - Phalaenopsis gigantea
  - Phalaenopsis hieroglyphica
  - Phalaenopsis javanica
  - Phalaenopsis lueddemanniana
  - Phalaenopsis luteola
  - Phalaenopsis maculata
  - Phalaenopsis mariae
  - Phalaenopsis micholitzii
  - Phalaenopsis modesta
  - Phalaenopsis pallens
  - Phalaenopsis pulchra
  - Phalaenopsis reichenbachiana
  - Phalaenopsis robinsonii
  - Phalaenopsis venosa
  - Phalaenopsis violacea
- Section Fuscatae
  - Phalaenopsis cochlearis
  - Phalaenopsis fuscata
  - Phalaenopsis kunstleri
  - Phalaenopsis viridis
- Section Polychilos
  - Phalaenopsis borneensis
  - Phalaenopsis cornu-cervi
  - Phalaenopsis mannii
  - Phalaenopsis pantherina
- Section Zebrinae
  - Phalaenopsis corningiana
  - Phalaenopsis inscriptiosinensis
  - Phalaenopsis speciosa
  - Phalaenopsis sumatrana
  - Phalaenopsis tetraspis